# Indisk filosofi
Den indiske filosofi omfatter de filosofiske ideer, der har udviklet sig i Indien.
Indisk filosofi refererer således til de forskellige filosofiske traditioner, der er opstået på det indiske subkontinent. Den dækker en bred vifte af emner, herunder metafysik, epistemologi, etik, logik, kosmologi og ontologi, bevidsthed og eksistens.

## Før moderne tid
Indtil det 20. århundrede var filosofien overvejende livskunst, der havde et praktisk fokus. Indien havde flere kvindelige filosoffer før moderne tid, som Akka Mahadevi der skrev digte inden for mysticismen.

## Moderne tid
Moderne indisk filosofi beskæftiger sig blandt andet med etik, politisk filosofi, metafysik, ontologi og epistemologi og spiritualitet. Den moderne indiske filosofi har i stort omfang bevaret sit særpræg, samtidig med at den er blevet påvirket af vestlig filosofi. Flere indiske filosoffer har haft indflydelse:
Sarvepalli Radhakrishnan viste, at den østlige og vestlige filosofi havde mange fællestræk. Hver tradition kunne begribe den anden tradition inden for sin egen begrebsramme. Radakrishnan var indisk præsident mellem 1952 og 1962.
Desuden har Mahatma Gandhi haft en stor betydning. Han forsvarede en ikke-voldelig livsanskuelse. Denne filosofi kaldes Satyagraha. Ghandi var en indisk politiker og åndelig leder, der stod i spidsen for Indiens uafhængighedsbevægelse. Han levede enkelt med bøn, faste og meditation, og var vegetar.
Rabindranath Tagore har blandt andet haft stor betydning som forfatter og digter samt som pædagogisk filosof og politisk filosof. Han modtog Nobelprisen i litteratur i 1913. Lakshman Joo bidrog til gengæld til at genoplive og forny Kashmir-filosofien.
I senere tid har Jiddu Krishnamurti gjort sig gældende som en betydningsfuld filosof. Han lægger vægt på individets frihed og erkendelse. Det særlige ved Krishnamurtis opfattelse af menneskets frigørelse - set i forhold til mange andre aktuelle åndelige strømninger - er, at den ikke fordrer nogen tro på metafysiske eller religiøse ideer, ikke indebærer nogen tro på overnaturlige fænomener. Krishnamurti afviser helt enkelt tro som basis for gyldig erkendelse. Hans tankegang er dermed fuldstændig forenelig med de centrale principper for videnskabelig skepticisme.
Amartya Sen er en nulevende indisk filosof og økonom, der har haft indflydelse i meget af verden. Han er blandt andet inspireret af Aristoteles og er tilhænger af en såkaldt capability approach. Han blev vinder af Nobelprisen i økonomi i 1998 på baggrund af hans arbejde inden for velfærdsøkonomi. Bhikhu Parekh er en anden nulevende politisk filosof, der står for en multikulturalisme. Således skal samfundet kunne rumme forskellige kulturelle fællesskaber.
Det indiske samfund er traditionelt et mandsdomineret samfund, men der er også en voksende indisk feminisme. Den moderne indiske feminisme opstår dog rent historisk allerede i 1800-tallet. I senere år er en af de mere betydningsfulde feministiske filosoffer i Indien Uma Narayan, der blandt andet har skrevet bogen Dislocating Cultures: Identities, Traditions and Third World Feminism. Her viser hun, at feminisme ikke behøver at være vestligt orienteret og kan have en østlig udformning.
En anden feminist var den tamilske forfatter Rajan Krishkan, der levede fra 1925 til 2014. Hun var meget optaget af de sociale betingelser for kvinder i Indien og regnes som for vigtig for Indiens hermeneutiske feminisme.

## Betydning i Danmark
Indisk filosofi har haft en vis indflydelse i Danmark, især inden for kulturelle kredse og som led i den moderne eksistentielle søgen. Elementer af indisk filosofi, såsom yoga, meditation og ayurveda, har især vundet popularitet i Danmark inden for selvudviklings- og sundhedssektoren. Mange danskere har taget disse praksisser til sig som en måde at forbedre deres fysiske og mentale velvære.

## Store indiske filosoffer
- Mahatma Gandhi
- Jiddu Krishnamurti
- Amartya Sen
- Rabindranath Tagore
- Sarvepalli Radhakrishnan
- Homi K. Bhabha
- Gayatri Spivak
- Bikhu Parek

### Primærlitteratur
- Krishnamurti, Jiddu (2004): “At være menneske” / redigeret af David Skitt; oversat af Kirsten Kincaid og Karsten Lieberkind. 1. udgave. - Kbh. : Aschehoug, 2004. Originaltitel: To be human
- Krishnamurti, Jiddu (1998): “Frihed i nuet”, oversat af Erik Stinus.3. [i.e. ny] udgave, 1. oplag. - Valby : Borgen, 1998. Originaltitel: Freedom from the known.Tidligere: 1. udgave. Borgen, 1969
- Krishnamurti, Jiddu (1975): “Fri for vold”. 139 i serien Borgens billigbøger. - Borgen. Originaltitel: Beyond violenc
- Krishnamurti, Jiddu (1973): “Ørnens flugt”. 128 i serien Borgens billigbøger. - Borgen. Originaltitel: The flight of the eagle
- Krishnamurti, Jiddu (197x) “En forvandling er nødvendig” / redigeret af Mary Lutyens, oversat af Erik Stinus. 109 i serien Borgens billigbøger. - Borgen. Originaltitel: The urgency of change
- Krishnsmurti, Jiddu (1970) “Den eneste revolution” / redigeret af Mary Lutyens, oversat af Erik Stinus. 104 i serien Borgens billigbøger. . - Borgen. Originaltitel: The only revolution
- Krishnsmurti, Jiddu (1965-7): “Om at leve” / oversat fra engelsk af Erik Stinus. Borgen - 2 bind.
- Krishnamurti, Jiddu (1964): “Frygt og frigørelse”, oversat af Erik Stinus. - Borgen . Oversat efter: Life ahead
- Krishnamurti, Jiddu: Den eneste frihed / forord af Aldous Huxley, oversat af Erik Stinus. - Borgen, 1962. Originaltitel: The first and last freedom.
- Narayan, Uma (1997). "Dislocating Cultures: Identities, Traditions, and Third-World Feminism". Psychology Press
- Sen, Amartya (2007): "Identitet og vold". Informations Forlag

### Sekundærlitteratur
- Balcerowicz, Piotr (2015). Early Asceticism in India: Ājīvikism and Jainism (1st ed.). Routledge.
- Johannes, Bronkhorst. "Pour comprendre la philosophie indienne." Etudes de lettres 3 (2001): 195-221.
- Draeby, Anders (2018): “Livskunsten. Filosofien om at vågne op til livet”. Akademisk Forlag
- Krohn, Simon (2013): “Nærmere noget. Filosofien bag yoga”. People’s Press. Svensk oversættelse udgivet i 2015
- Masson-Oursel, Paul. Esquisse d'une histoire de la philosophie indienne. Librairie Orientaliste, P. Geuthner, 1923.
- Perrett, Roy (Editor, 2000), Indian Philosophy: Metaphysics, Volume 3, Taylor & Francis
- Radakrishnan, S (1918): The philosophy of Rabindranath Tagore (1918), Macmillan, London